# مطبخ بيلاروسي

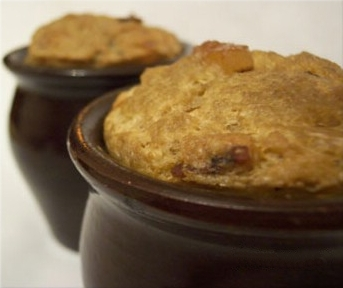
طبق البابكا يتكون من البطاطس مع شحم الخنزير

المطبخ البيلاروسي (بالبيلاروسية: беларуская кухня) هو المطبخ الوطني للشعب البيلاروسي، من السمات المميزة للمطبخ البيلاروسي انتشار استخدام البطاطس في مختلف الوجبات، بالإضافة إلى استخدام مجموعة منتنوعة من النقانق، والجريش، والفطر، والخنزير.

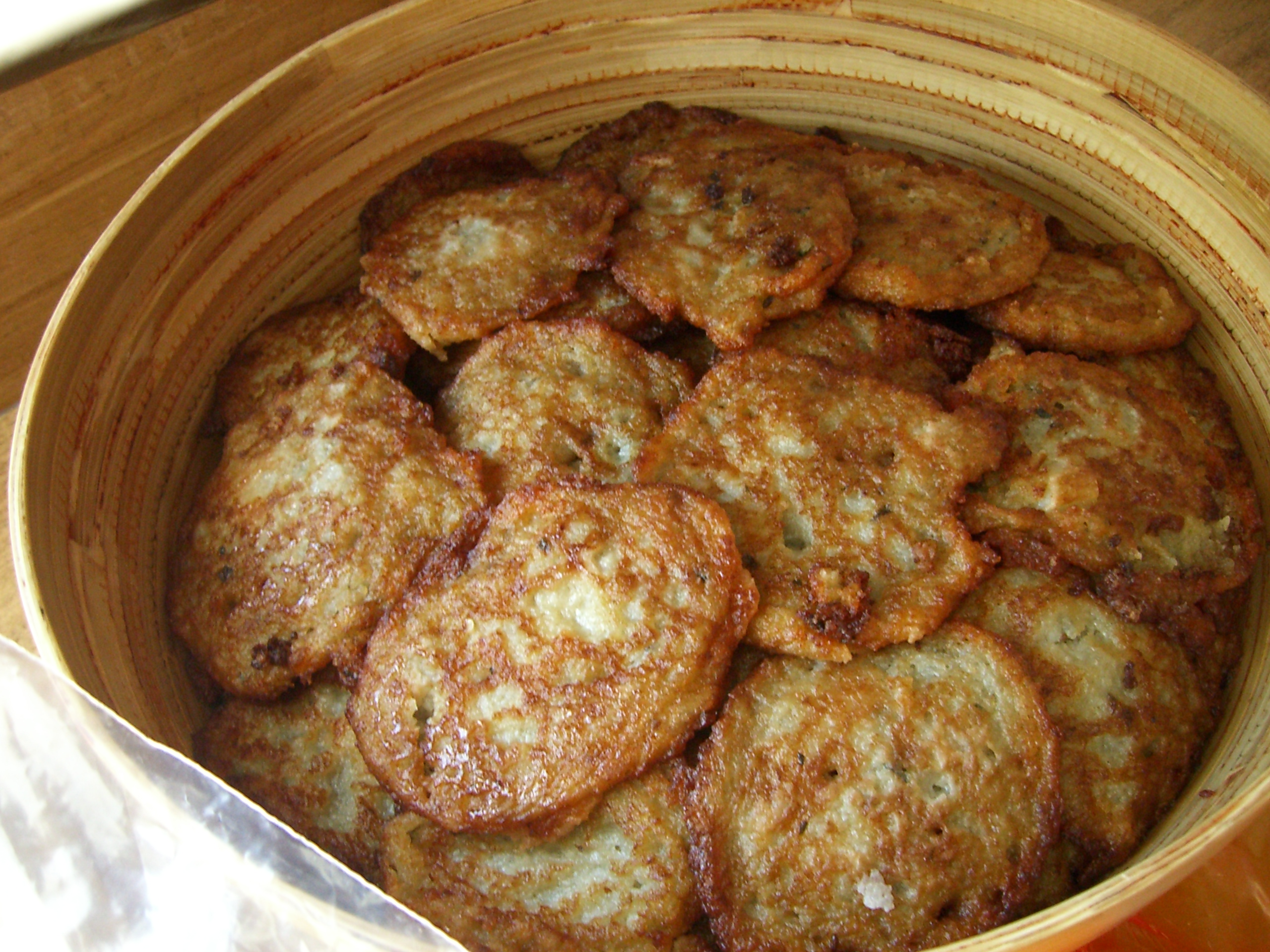
فطائر البطاطس، تسمى "درانيكي".

## التاريخ
معظم أطباق المطبخ البيلاروسي تمتلك جذوراً سلافية، إلى جانب التأثير الروثيني، وكذلك يمتلك ارتباطا بالليتوانيين والبولنديين بسبب الاختلاط الطويل بين هذه الشعوب الثلاثة؛ أولاً داخل دوقية ليتوانيا الكبرى (القرنين الحادي عشر والسادس عشر) ولاحقًا داخل الكومنولث البولندي الليتواني (القرنين السادس عشر والسابع عشر). ومع ذلك، انتشرت بعض الأطباق المستعارة في جميع أنحاء المجتمع، مثل اللازانكي (مزيج من الدامبلنغ المصنوعة من الدقيق واللحوم المطهية، وهو مرتبط باللازانيا الإيطالية)، وكذلك، الأطباق المختلفة المصنوعة من البطاطس المبشورة، وهي مستواحة من المطبخ الألماني.
تم تشكيل المطبخ البيلاروسي على مدى قرون عديدة. يتم تحديد أصالة المطبخ البيلاروسي من خلال الظروف المناخية، ومن خلال الموقع الجغرافي للبلاد، التي تقع على حدود مناطق جيوسياسية كبيرة وشهدت تأثيرًا معينًا للثقافات المختلفة: الشرق الأرثوذكسي، الغرب الكاثوليكي، وثقافة شمال البلطيق، والشعوب المسلمة في الجنوب، ومأكولات الحانات اليهودية.
تمت كتابة معظم الكتب المتوفرة على نطاق واسع عن المطبخ البيلاروسي في القرن التاسع عشر فقط، ولهذا السبب يصعب تحديد عدد قرون المطبخ الوطني للبيلاروسيين. وبينما يرى البعض أن أصوله تعود إلى القرن الثالث عشر، ويربطونه بتاريخ ميلاد الأمة البيلاروسية، يتمسك البعض الآخر القرن التاسع عشر.
حتى القرن السادس عشر تقريبًا، كان الطعام اليومي للطبقات الاجتماعية العليا (النبلاء) والفلاحين متشابهًا ولا يختلف إلا في جودة المكونات المستهلكة وانتظام الوجبات. تم استهلاك المنتجات الغذائية المستوردة بشكل عرضي فقط. بعد هذه الفترة، ساهمت الأيديولوجيا السارماتية في الحفاظ على الأطباق البسيطة في قائمة وجبات النبلاء.
منذ القرن السادس عشر، بدأت الفوارق تظهر بين وجبات الفلاحين والنبلاء. بسبب الظروف المناخية (فصول الشتاء الطويلة القاسية وفترة الغطاء النباتي القصيرة للنباتات) والعمل البدني الشاق الذي يقوم به الفلاحون، كان على طعامهم أن يغطي الطلب الكبير على الطاقة ويدفئ الجسم، أي أن يكون مغذيًا وساخنًا، في حين أن الفلاحين، الذين لديهم كمية محدودة من المواد الخام والمنتجات الغذائية شبه المصنعة، وخاصة الموسمية، اخترعوا طرقًا بسيطة لإعداد أطباق لذيذة ومغذية، فإن العائلات الأكثر ثراءً وتأثيرًا التي كانت لها عقاراتها في بيلاروسيا، نظمت حفلات فخمة حيث تم تقديم النبيذ من إسبانيا وإيطاليا والمجر.
لعدة قرون، تمت زراعة الخضروات الجذرية النشوية في الريف لإشباع الجوع. شمل أساس الطهي: البطاطس (منذ بداية القرن التاسع عشر)، وكذلك الخضروات (الملفوف، بما في ذلك مخلل الملفوف؛ اللفت، البنجر، الجزر، اللفت، الجزر الأبيض، الخيار، البصل والثوم)، والبقوليات. (الفول، البازلاء، العدس، الفول)، فاكهة البستان، الفطر، فاكهة الغابة والعسل. قبل أن تصبح البطاطس شائعة في ما يعرف الآن ببيلاروس، كان اللفت يزرع منذ القرن الحادي عشر ويلعب دورًا مشابهًا في الطهي. تم أيضًا استبدال اللفت تدريجيًا بالبطاطس الموجودة في القائمة، وهي الآن نادرًا جدًا ما تتم زراعة اللفت الآن.
وكانت التوابل القادمة من البلدان البعيدة والشاي والسكر نادرة على الموائد. ولم يتم استخدام التوابل الأجنبية بكميات كبيرة لإعداد أطباق في مطابخ الطبقات الاجتماعية العليا إلا في القرنين السابع عشر والثامن عشر. وكان العسل يستخدم للتحلية. في القرن السابع عشر، لم يكن من الممكن العثور على البرتقال والليمون إلا على طاولات بيوت النبلاء المتوسطين. وكان البسطاء يتبلون طعامهم بالبهارات المحلية.
في زمن الستالينية، نتيجة للتدهور الاجتماعي والمادي القسري للطبقات العليا، اختفت التقاليد ومأكولات طبقة النبلاء. استمرت تقاليد الطهي الفلاحية فقط. سعت سياسة الاتحاد السوفييتي إلى إضعاف التقاليد الوطنية للجمهوريات الفردية، بما في ذلك بيلاروس. كما أدى الترويس إلى الحد من العناصر التقليدية في المطبخ. عززت سلطات الحزب الشيوعي تطور الثقافة السوفييتية، وكذلك في فن الطهي. منذ البداية، تم بذل الجهود لإنشاء ما يسمى "المطبخ البيلاروسي الجديد" - تم إعادة اختراع أسماء الأطباق والوصفات، متجاهلة تقاليد القرون السابقة. فقط بعد سقوط الاتحاد السوفيتي عام 1991 كان من الممكن العودة إلى المطبخ الراقي للطبقة البيلاروسية العليا.
وفي الماضي كان استهلاك اللحوم منخفضًا جدًا. مثل الأوكرانيين، كان شحم الخنزير المملح (السالو) أكثر انتشارًا. أما الفطر فلم يتم تمليحه أو تخليله، ولكنه كان يجفف، وغالبًا ما يتم طحنه إلى دقيق.
كان الاختلاف عن المأكولات السلافية الأخرى هو الغياب شبه الكامل لأطباق الألبان والحلويات. تم استبدال الحلويات بمشروبات حلوة مختلفة - غالبًا ما يتم تقديم أنواع مختلفة من الهلام الجيلاتيني (دقيق الشوفان والتوت) وفطائر التوت والمعجنات المختلفة كحلوى.

## المطبخ الوطني

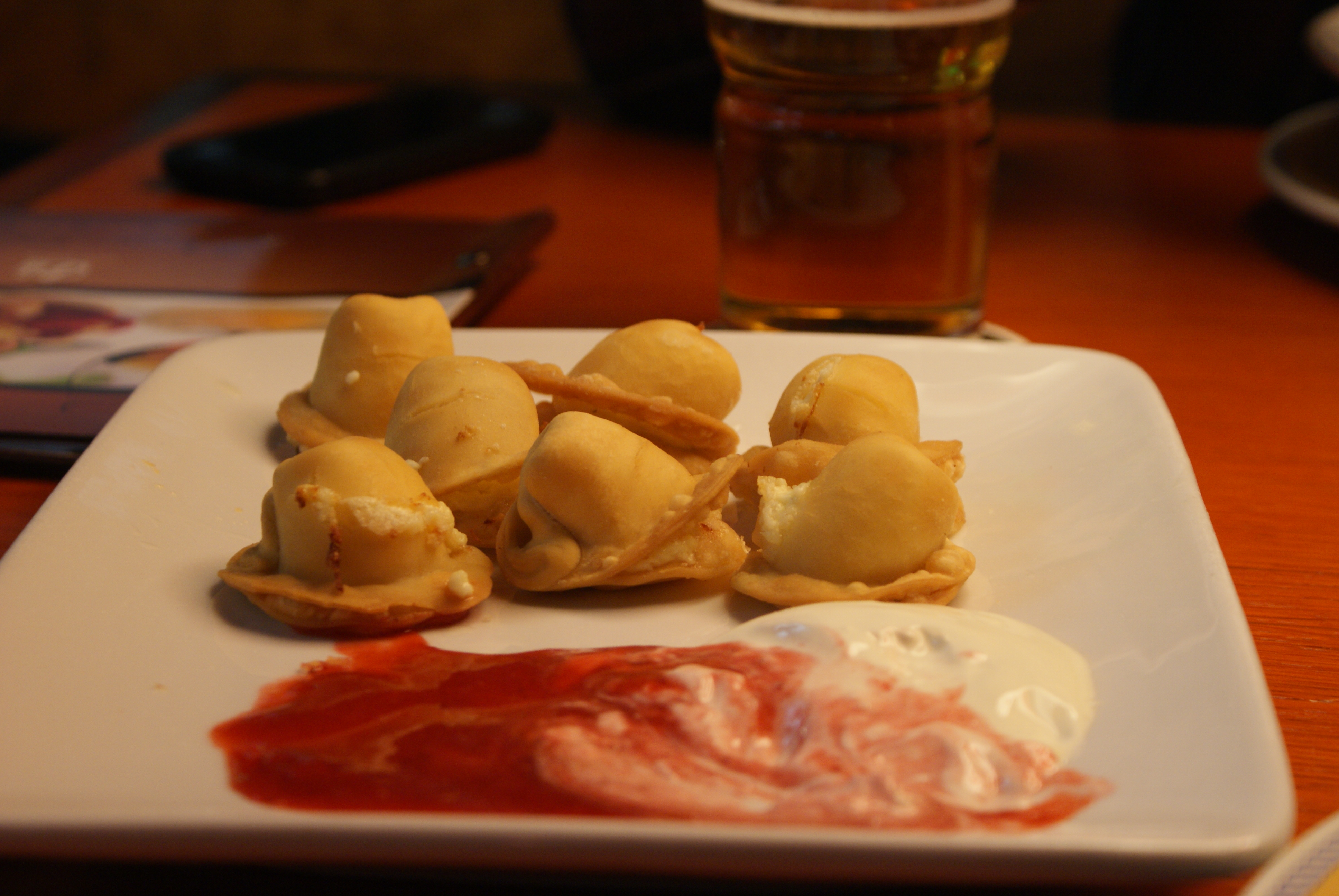
كولدوني

فيما يلي سرد لأطباق المطبخ البيلاروسي حسب التصنيف:

### أطباق البطاطس
يتكون جزء كبير من المطبخ البيلاروسي الوطني من أطباق مصنوعة من البطاطس المبشورة: فطائر البطاطس "درانيكي" (بالبيلاروسية: дранікі)، كليوسكي (بالبيلاروسية: Клёцкі) (نوع من الدامبلنغ)، كولدوني (بالبيلاروسية: калдуны́)، طاجن البطاطس، بابكا، دراشني، كابيتي، كوموفيكي، ليزين (لفة بطاطس مع الحشوة)، بطاطس مطهية باللحم و (أو) الفطر. وفي الوقت نفسه هناك عدة طرق لبشر البطاطس والحصول على عجينة البطاطس:
- البطاطس المبشورة النيئة، بعد بشرها، لا يتم تصفيتها، ولكنها تستخدم مع الماء المفرز من الغلي.
- البطاطس المبشورة النيئة، والمصفاة بعد البشر، على سبيل المثال فطائر البطاطس.
- هريس (بورة) مطحون من البطاطس المسلوقة.

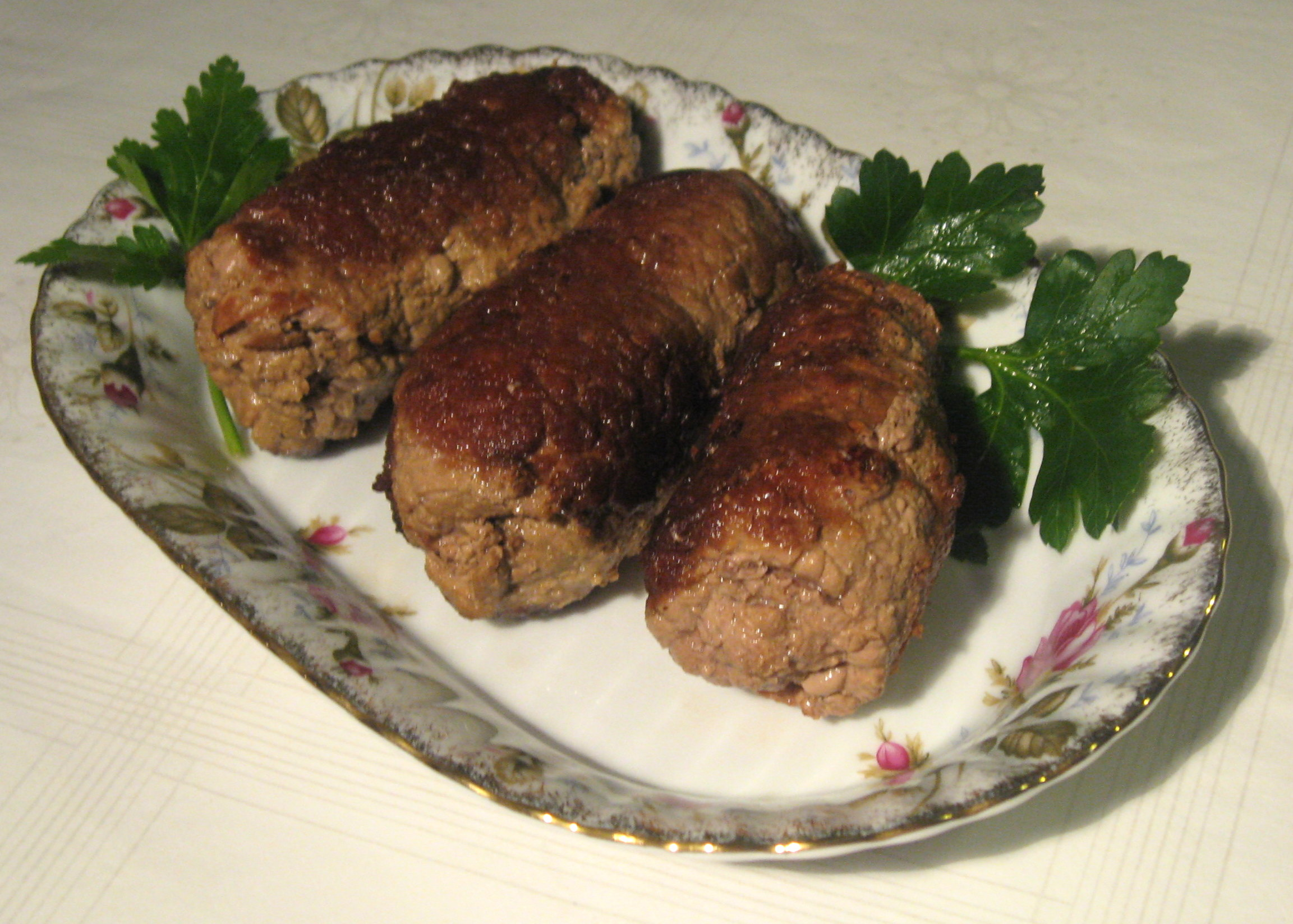
زرازي.

### أطباق اللحوم

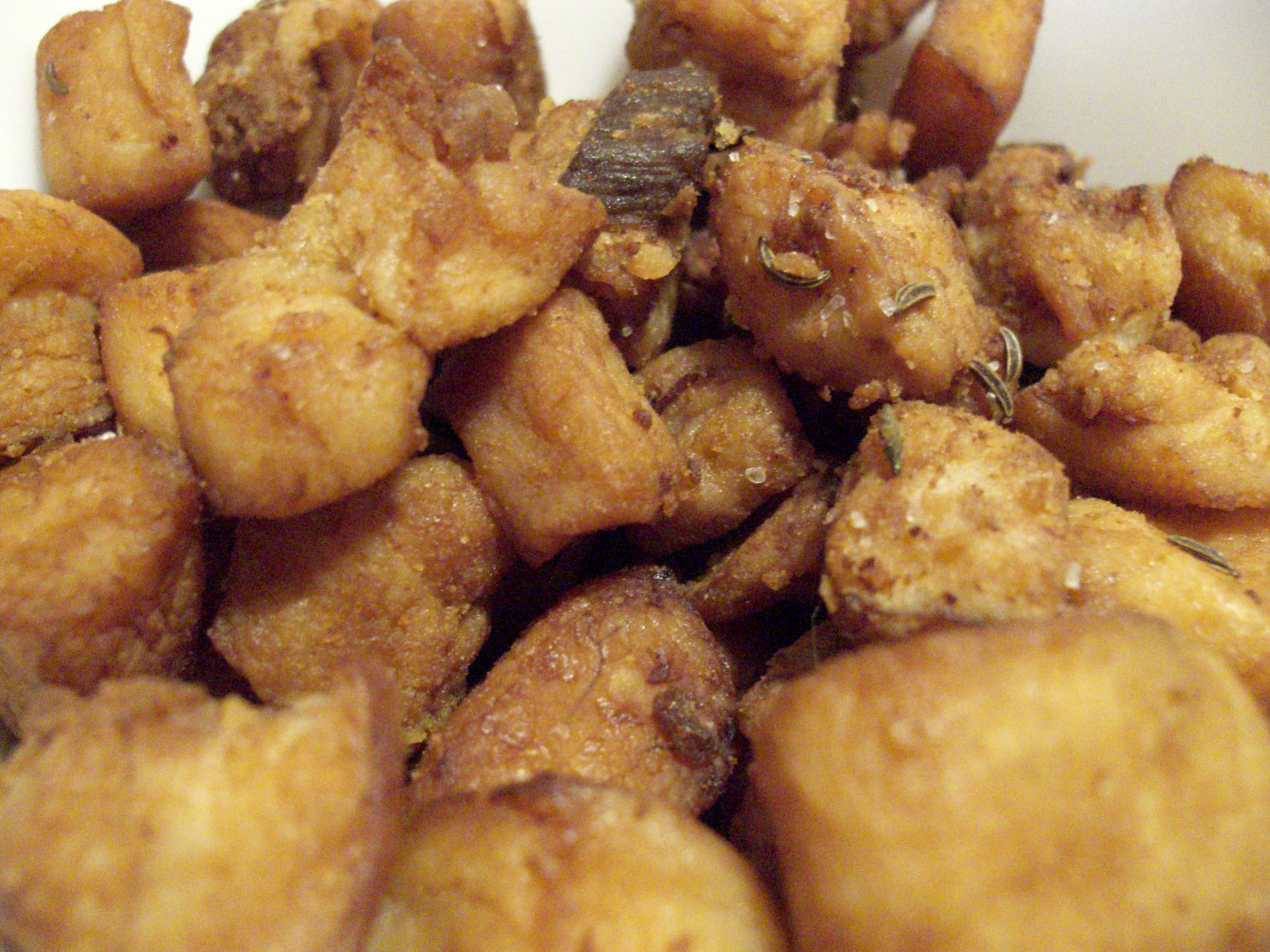
شكفاركي.

من بين أطباق اللحوم المنتشرة على نطاق واسع، تحظى البيغوس (بالبيلاروسية: Бігас) بشعبية كبيرة. كذلك اللحوم المطهية بالملفوف، وكولدوني، فطائر البطاطس المحشوة باللحم. ومن الأطباق الشائعة زرازي وهو عبارة عن كفتة لحم محشوة بالبيض أو الفطر، وبوليندفيتسا (بالبيلاروسية: Паляндвіца) وهو لحم مدخن من الخنزير أو البقر، وسالتيسون (بالبيلاروسية: Сальцісон) وهو سجق يصنع من أحشاء ورأس ولسان الخنزير، وماشانكا (بالبيلاروسية: мачанка) وهي مجموعة من قطع لحم الخنزير يتم قليها أولاً ثم طهيها مع المرق في الدقيق والزبدة، وتقدم مع الفطائر. وشكفاركي (بالبيلاروسية: Шкварки) وهي قطع شحم الخنزير المقلي، وفطيرة اللحم "سماجينكا" (بالبيلاروسية: смаженка)، وزوتسي (بالبيلاروسية: Зуцы) عبارة عن قطع لحم مع الفطر، وجريتشانيكي (بالبيلاروسية: Гречаники) شرحات من اللحم المفروم مع عصيدة الحنطة السوداء. وخولوديتس (الأسبك). وكذلك العديد من أنواع النقانق، مثل كيشكا (بالبيلاروسية: кішка) وهي نقانق تحتوي على شكفاركي ودم الخنزير والتوابل. وكذلك اللحوم المجففة والمدخنة (بالبيلاروسية: вяндліна)، ورولكا/غالينكا (بالبيلاروسية: Галёнка). تقدم مع أطباق اللحوم مختلف أنواع الصلصات، مثل السميتانة.

### أطباق الحساء
من أشهر أطباق الحساء: الأوخا (بالبيلاروسية: уха). وجور (بالبيلاروسية: Жур) وهو حساء يتكون من الشوفان المتخمر. وحساء الفطر، وحساء البازلاء، وحساء بورش، وحساء سولانكا، وحساء سفيكولنك (بالبيلاروسية: Свекольник)، وحساء كروبنيك (بالبيلاروسية: Крупник)، وحساء خلودنيك (بالبيلاروسية: Халаднік) وهو حساء خضار صيفي بارد مصنوع من البنجر أو الحماض أو مزيج منهما.

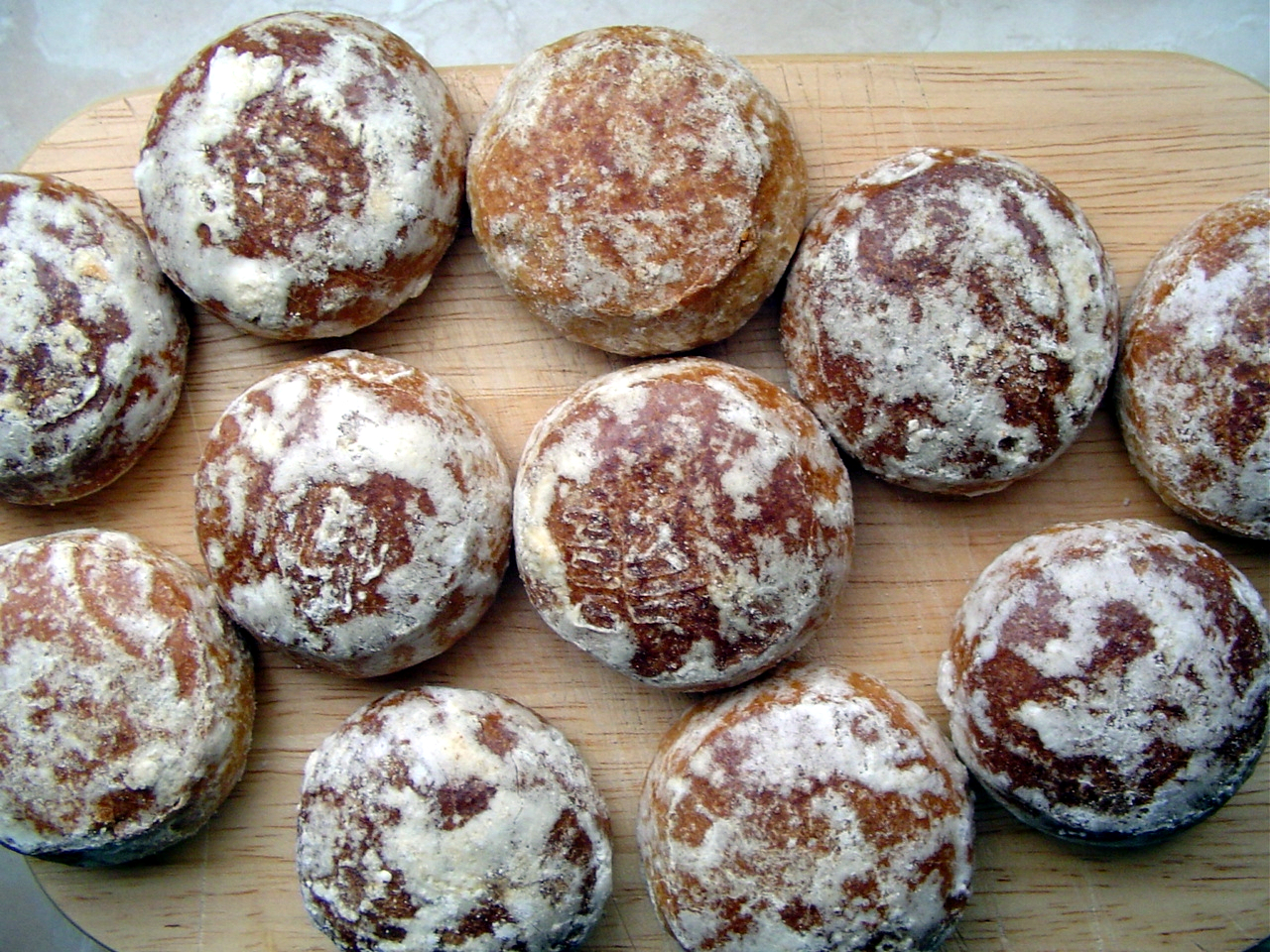
براينكي.

### التوابل
تشمل التوابل الشائعة الفجل المبشور والكمون والكزبرة والشبت. لم يتم استخدام التوابل الحارة (الفلفل وما إلى ذلك) بشكل كبير تاريخيًا.

### المخبوزات
من أشهر المخبوزات فطائر البليني (بالبيلاروسية: Бліны)، وكروشيك (بالبيلاروسية: Коржик)، وحلوى براينكي (خبز الزنجيل) (بالبيلاروسية: Пернік)، وفطائر آلادي، والكوكيز.

### منتجات الألبان
من بين أطباق الألبان، يتم استخدام السميتانة وعدد كبير من الجبن الصلب والناعم ("مولوديفو") وجبن تفاروق (بالبيلاروسية: Тварог).

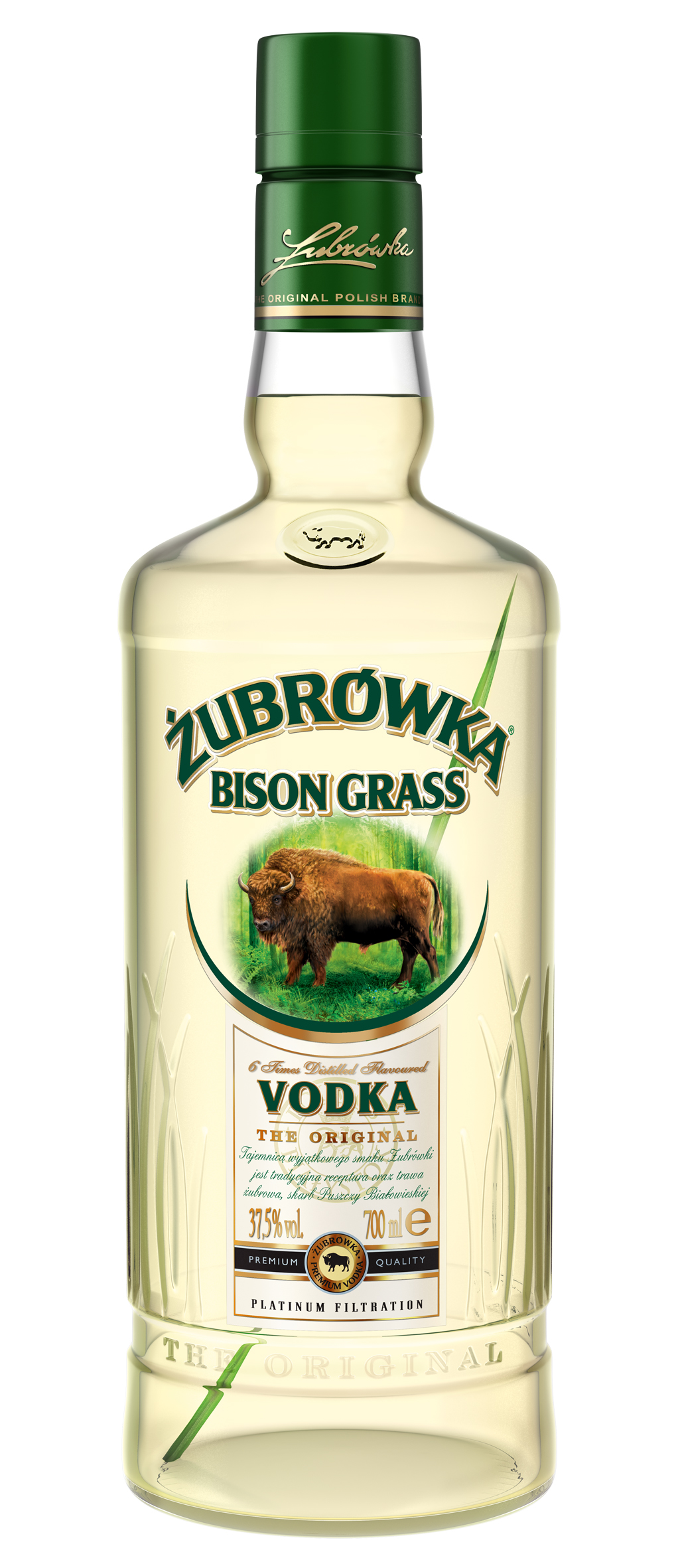
زوبروفكا من أنواع المر المشهورة في بيلاروسيا بنسبة كحول 40% من البيسون العطري الذي ينمو في غابة بياوفيجا.

### المشروبات
الفودكا (بالبيلاروسية: гарэлка)، والمشروب الكحولي ستاركا (بالبيلاروسية: Старка)، وفودكا زويبرويكا (بالبيلاروسية: Зуброўка)، وهناك أيضًا مشروبات ساخنة تعتمد على الفودكا والعسل. وكرامبامبول (بالبيلاروسية: Крамбамбуля)، وكروبنيك (بالبيلاروسية: Крупник)، وبالزام (بالبيلاروسية: Бальзам). والكفاس البيلاروسي، وعصير البتولا.

### المخللات
المخللات المشهورة هي مخلل الخيار، ومخلل الملفوف.

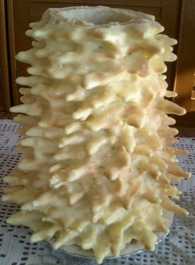
البنكوخة.

### الحلويات
هناك عدد قليل من الحلويات في المطبخ البيلاروسي. يتم تقديم الحلويات على شكل كولاجا (بالبيلاروسية: Кулага) وسيرنيكي وكروتون والعسل والبسكويت والبنكوخة (الشكوتس) (بالبيلاروسية: банкуха) والكعك القصير والبيرنيك، والتي تختلف حسب المنطقة في الشكل والذوق.

## المطبخ الحديث
مطبخ البيلاروسيين متنوع للغاية. وقد تشكلت تحت تأثير عاملين أساسيين:
- الزراعة النشطة والاستخدام الواسع النطاق للمنتجات المحلية.
- تأثير الدول المجاورة والمهاجرين.

ولذلك، فإن المطبخ البيلاروسي الحديث يشبه المطابخ الليتوانية والأوكرانية والبولندية واليهودية والروسية.
تكمن خصوصية هذا المطبخ البسيط والمرضي في أنه يتم تعويض النقص في مجموعة واسعة من المنتجات (كما هو الحال في منطقة البحر الأبيض المتوسط) من خلال طرق طبخ مختلفة. مثل السلق والطهي والخبز والغلي وأحيانًا عدة طرق معاً. كما أنه يساعد في جعل الأطعمة أقل دهنية مما كانت عليه في أوائل القرن التاسع عشر، ويمنح مساحة كبيرة للإبداع دون تجاوز التقاليد.
في الوقت الحاضر، من المستحيل طهي الطعام بالطريقة التي كانوا يفعلون بها سابقًا؛ لذلك اختفى عدد من المنتجات البيلاروسية الأصلية - اللفت والفاصوليا المطبوخة على البخار (كانت البقوليات بشكل عام تحظى بشعبية كبيرة) - وأصبحت الحبوب الآن ذات جودة مختلفة تمامًا. ولكن يبقى الكثير: فطائر الملفوف والحنطة السوداء واليقطين، لازانكا (ماشانكا مع قطع من العجين المسلوق)، الدامبلنغ، المخللات، الحساء، البنجر مع فطر بورسيني، مشروبات التوت، النقانق محلية الصنع، شحم الخنزير، اللحوم، المخبوزات، سمك الكراكي.
يستهلك البيلاروسيون المعاصرون حوالي 162 كجم من البطاطس سنويًا، (حوالي 0.5 كجم يوميًا)، ويتكون 11% فقط من نظامهم الغذائي من الأعشاب والخضروات. كما يتم استهلاك الزيت النباتي قليلًا جدًا، ويتم تكريره في الغالب.

## معرض الصور
- كليوسكي (بالبيلاروسية: Клёцкі)
- دراشني
- بيغوس (بالبيلاروسية: бигос)
- سالتيسون (بالبيلاروسية: Сальцісон)
- جريتشانيكي (بالبيلاروسية: Гречаники)
- نقانق الكيشكا
- رولكا بالروسية рулька أو غالينكا بالبيلاروسية (Галёнка)
- حساء الأوخا
- حساء جور
- شوربة الفطر
- حساء البازلاء
- سولانكا
- خولودنيك
- برش
- آلادي
- سميتانة
- الفودكا البيلاروسية
- كفاس من الخبز
- حلوى الكولجا (بالبيلاروسية: Кулага)
- سيرنيكي